# Дубрава (район Левоча)
Дубрава (словац. Dúbrava) — село и одноимённая община в районе Левоча Прешовского края Словакии. В письменных источниках начинает упоминаться с 1293 года.

## География
Село расположено в юго-западной части края, к северу от реки Горнад, при автодороге 3219. Абсолютная высота — 616 метров над уровнем моря. Площадь муниципалитета составляет 9,61 км².

## Население
| Год:                | 1994 | 2004    | 2014     | 2024    |
| ------------------- | ---- | ------- | -------- | ------- |
| Количество человек: | 337  | 368     | 330      | 332     |
| Разница:            |      | +9,19 % | −10,32 % | +0,60 % |

По данным последней официальной переписи 2021 года, численность населения Дубравы составляла 329 человек.
Национальный состав населения (по данным переписи населения 2011 года):
| Национальность | Численность, человек |
| -------------- | -------------------- |
| словаки        | 341                  |
| не указана     | 5                    |

По данным переписи 2021 года, в конфессиональном составе населения преобладали католики (92,7 %).